# فيليب غان
فيليب غان (بالإنجليزية: Philip Gunn)‏ هو سياسي أمريكي، ولد في 27 يناير 1963 في كلينتون في الولايات المتحدة. حزبياً، نشط في الحزب الجمهوري. وقد انتخب عضو مجلس نواب مسيسيبي.

## وصلات خارجية
- الموقع الرسمي